# Allied Land Command
Allied Land Command (LANDCOM) ist eine NATO-Kommandobehörde. Das Hauptquartier liegt bei Buca, Türkei, und untersteht in der NATO-Kommandostruktur der Allied Command Operations (ACO). LANDCOM führt, koordiniert und synchronisiert die Landstreitkräfte der NATO und deren Partner in den Bereichen Bereitschaft, Interoperabilität, Standardisierung und Kompetenz. Den alliierten Streitkräften werden Planungs-, Koordinations- und C2-Command and Controll-Fähigkeiten bereitgestellt.

## Geschichte
Die NATO hat seit Jahrzehnten ein Hauptquartier in Izmir. Ursprünglich handelte es sich dort um die Alliierten Landstreitkräfte Südosteuropa (LANDSOUTHEAST), die den Alliierten Streitkräften Südeuropa in Neapel unterstanden. Unter diesem Kommando, mit seinem Hauptquartier in Izmir, unterstützt durch den untergeordneten Thessaloniki Advanced Command Post, sollte der größte Teil der griechischen und türkischen Armeen im Kriegsfall stehen. LANDSOUTHEAST wurde turnusgemäß von einem Generalleutnant der United States Army befehligt (siehe Abschnitt unten).
Im Jahr 1966 kam es zu der ersten großen Veränderung, als das französische Militärpersonal aus LANDSOUTHEAST abgezogen wurde, gefolgt vom griechischen Abzug im Jahr 1974. Am 30. Dezember 1977 kündigten SHAPE und die türkischen Militärbehörden eine weitere Änderung in der Kommandostruktur von LANDSOUTHEAST an, die zum 1. Juli 1978 in Kraft treten sollte. Das Kommando sollte von einem Vier-Sterne-General der türkischen Armee mit einem US-Generalmajor als Stellvertreter besetzt werden. US-General Sam S. Walker übernahm 1977 das Kommando, und am 30. Juni 1978 übergab General Walker das Kommando an General Vecihi Akin, den ersten türkischen Befehlshaber. General Akın hatte das Kommando bis zum 30. August 1979 inne.
Der Bau eines neuen Hauptsitzes in Sirinyer, Izmir, wurde im März 1994 abgeschlossen und LANDSOUTHEAST zog im April 1994 in das Gebäude ein. Im Juli 1994 wurden erstmals zwei Offiziere der Bundeswehr dem Kommando zugeteilt. Die Garnison des Hauptquartiers in Sirinyer wurde im März 1996 General Vecihi Akin Garnison genannt, nach dem ersten türkischen LANDSÜDOST-Kommandeur. Türkische Landstreitkräfte Von ca. 1993 bis 1996 kommandierte General Hüseyin Kıvrıkoğlu LANDSÜDOST, gefolgt von Hilmi Özkök von 1996 bis 1998.
Nach dem Ende des Kalten Krieges wurde das NATO-Kommando in Izmir zeitweise zum Joint Command Southeast. Nach einer umfassenden Umstrukturierung der NATO wurde das bisherige Kommando der südlichen Luftkomponente, Allied Air Forces Southern Europe (AIRSOUTH) in Italien, aufgelöst. So befand sich zwischen dem 11. August 2004 und dem 1. Juni 2013 das neue Hauptquartier des NATO-Luftwaffenkommandos Süd, Allied Air Command İzmir, am Standort İzmir.
Bei der nächsten Umstrukturierung wurden die Kommandos der nördlichen und südlichen Luftkomponente zu einem einzigen Allied Air Command zusammengelegt, das sich auf der Ramstein Air Base in Deutschland befand und einem General der United States Air Force unterstand.
2013 übernahm das 350 Mann starke Hauptquartier die Aufgaben des Allied Force Command Heidelberg in Deutschland und des Allied Force Command Madrid in Spanien, die im Rahmen der NATO-Transformation aufgelöst werden.

## Kommandeure
Das Kommando wird turnusgemäß vom Befehlshaber der United States Army Europe and Africa, einem Viersterne-General, in Personalunion geführt (siehe dort für eine Übersicht aller Kommandeure). Seinen Stellvertreter im Rang eines Generalleutnants stellen im Wechsel Italien und das Vereinigte Königreich. Der Chef des Stabes, ebenfalls im Rang eines Generalleutnants, wird von der Türkei nominiert und daneben gibt es in diesem Kommando mit dem Deputy Chief of Staff Plans einen vierten General im Rang eines Brigadegeneral, der aus Spanien kommt.

### Kommandeure LANDSOUTHEAST 1952 bis 1961
LANDSOUTHEAST wurde von einem Generalleutnant der United States Army kommandiert:
- Generalleutnant Willard G. Wyman (1952–1954)
- Generalleutnant Paul W. Kendall (1954–1955)
- Generalleutnant George Windle Read Jr. (1955–1957)
- Generalleutnant Paul D. Harkins (1957–1960)
- Generalleutnant Harry P. Storke (1960–1961)
- Generalleutnant Frederic J. Brown II (1961–1963)[7]

## Belege
1. ↑  History. Abgerufen am 6. Juni 2023 (englisch).
2. ↑  NATO Who's who?: CHoD Turkey - General Hilmi Ozkok. Abgerufen am 6. Juni 2023.
3. ↑  JFC NAPLES - Allied Joint Force Command Naples | Previous Commands. 14. Juli 2014, archiviert vom Original (nicht mehr online verfügbar) am 14. Juli 2014; abgerufen am 6. Juni 2023 (englisch).
4. ↑  AIRCOM, Ramstein - Alliance Single Air Command. 14. Juli 2014, archiviert vom Original (nicht mehr online verfügbar) am 14. Juli 2014; abgerufen am 6. Juni 2023 (englisch).
5. ↑  NATO activates Allied Land Command in Turkey. Abgerufen am 6. Juni 2023 (englisch).
6. ↑  Biography of General Willard Gordon Wyman (1898 – 1969), USA. Abgerufen am 6. Juni 2023.
7. ↑  Armor. U.S. Army Armor School, 1971 (google.de [abgerufen am 6. Juni 2023]).